# Bräugasse 2 (Nördlingen)

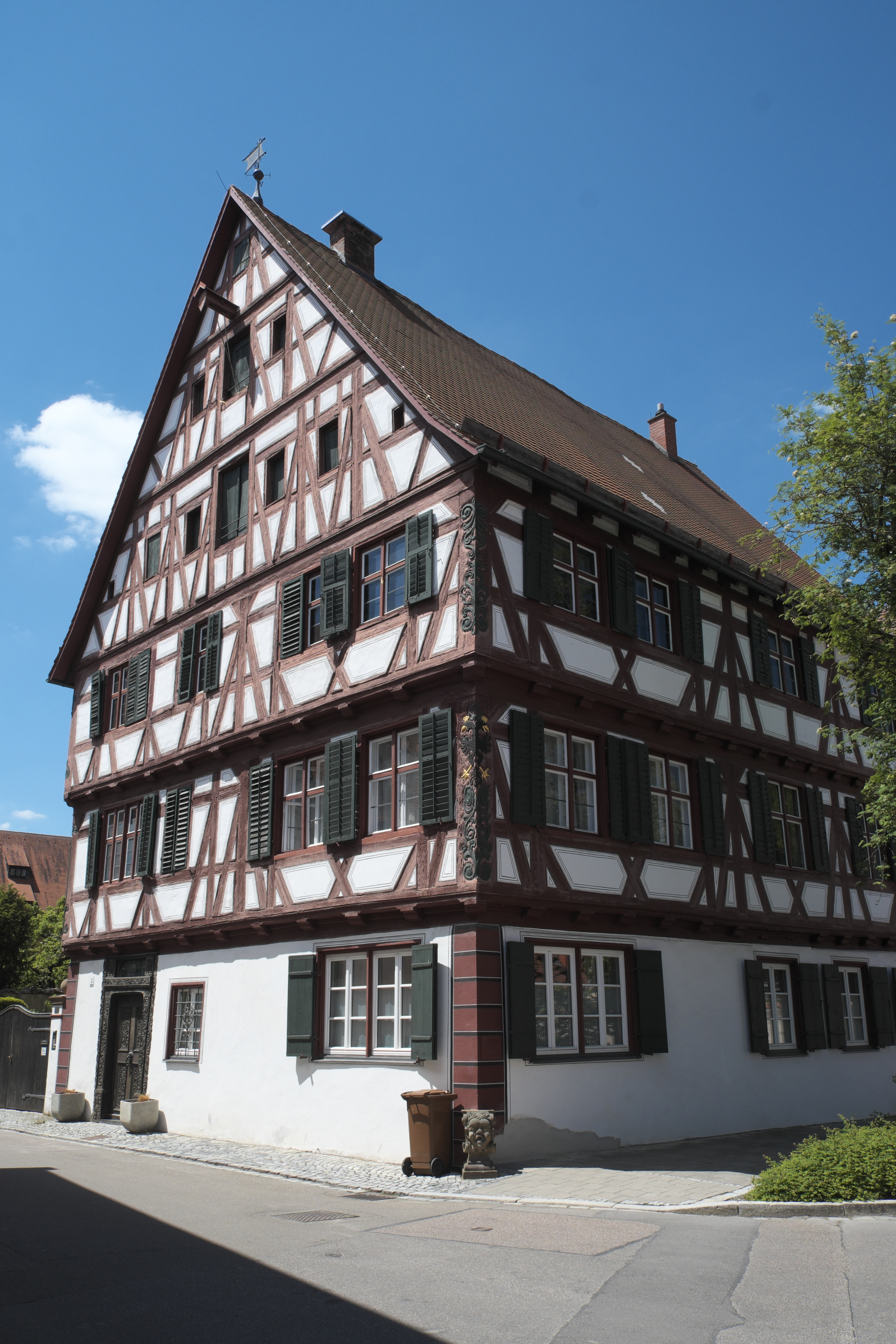
Haus Bräugasse 2 in Nördlingen

Das Gebäude Bräugasse 2 (nach früheren Besitzern auch Winter'sches oder Schwenkenbecher'sches Haus genannt) in Nördlingen, einer Stadt im schwäbischen Landkreis Donau-Ries in Bayern, wurde 1678 errichtet. Das Wohngebäude ist ein geschütztes Baudenkmal.
Das Haus wurde für Nikolaus Kobelt († 1698), den Sohn eines Nördlinger Lodwebers, erbaut. Nikolaus Kobelt hatte in Straßburg Rechtswissenschaften studiert und wurde kaiserlicher Notar in der Reichsstadt Nördlingen.

## Beschreibung
Der dreigeschossige Fachwerkhaus mit Ausstattung der Entstehungszeit ist am östlichen Eckständer mit einem Reichsadler und Rollwerk verziert sowie mit der Jahreszahl „1678“ bezeichnet. Ebenso sind die Initialen „N K“ des Bauherrn angebracht. Das Portal mit Rankenwerk und Granatapfelmotiven trägt am Türsturz das Motto „SOLI DEO GLORIA“ (Allein Gott gebührt Ehre) und die Jahreszahl „1697“. Die Eckrustika und die Fassadengliederung entspricht der Entstehungszeit des Hauses. 
Im Inneren sind Stuck- und Kassettendecken sowie Bodenbeläge des ausgehenden 17. Jahrhunderts erhalten, ebenso die Türen der Räume mit ihren Beschlägen und bemalten Futterbrettern.

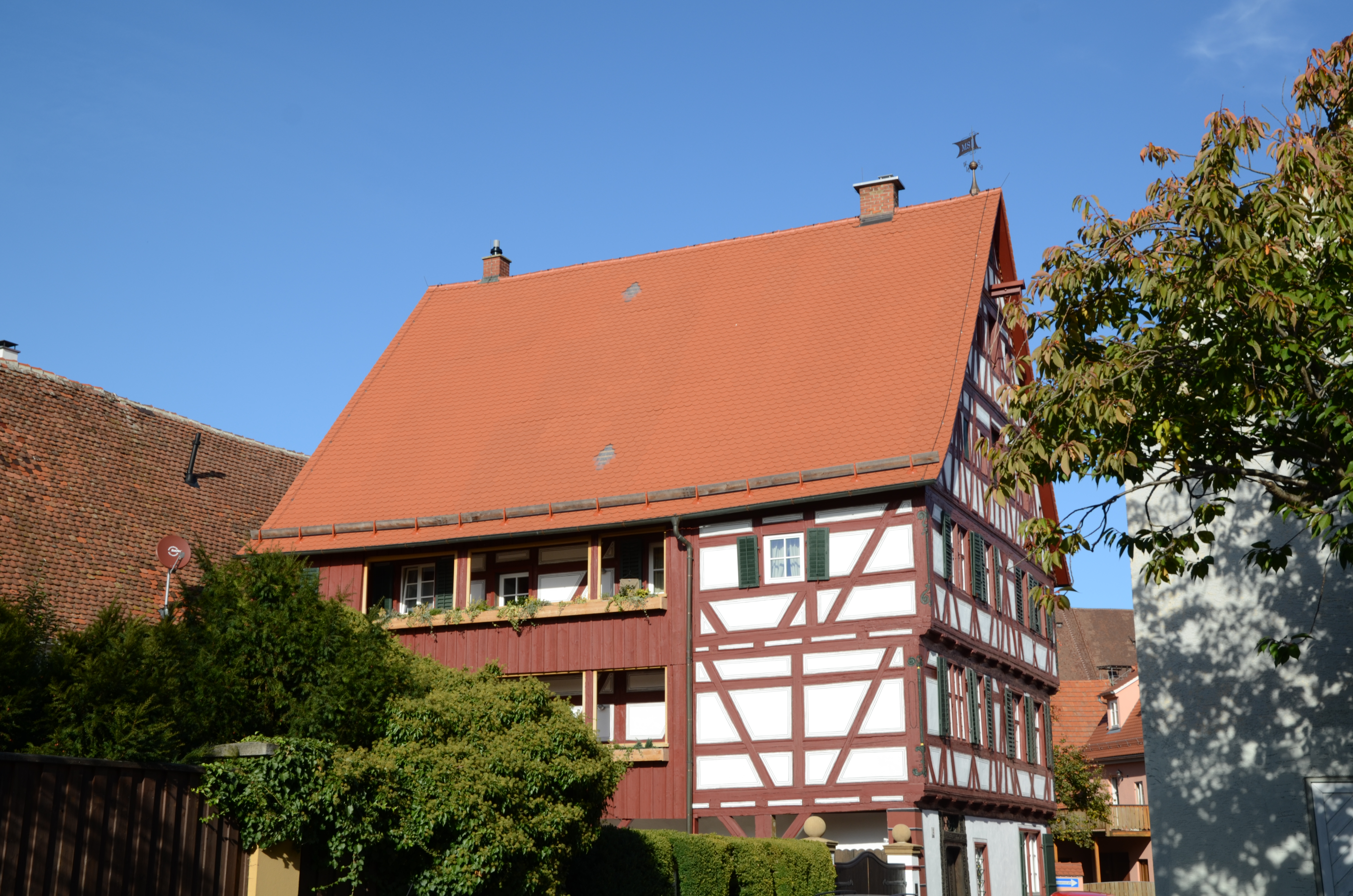
Rückseite
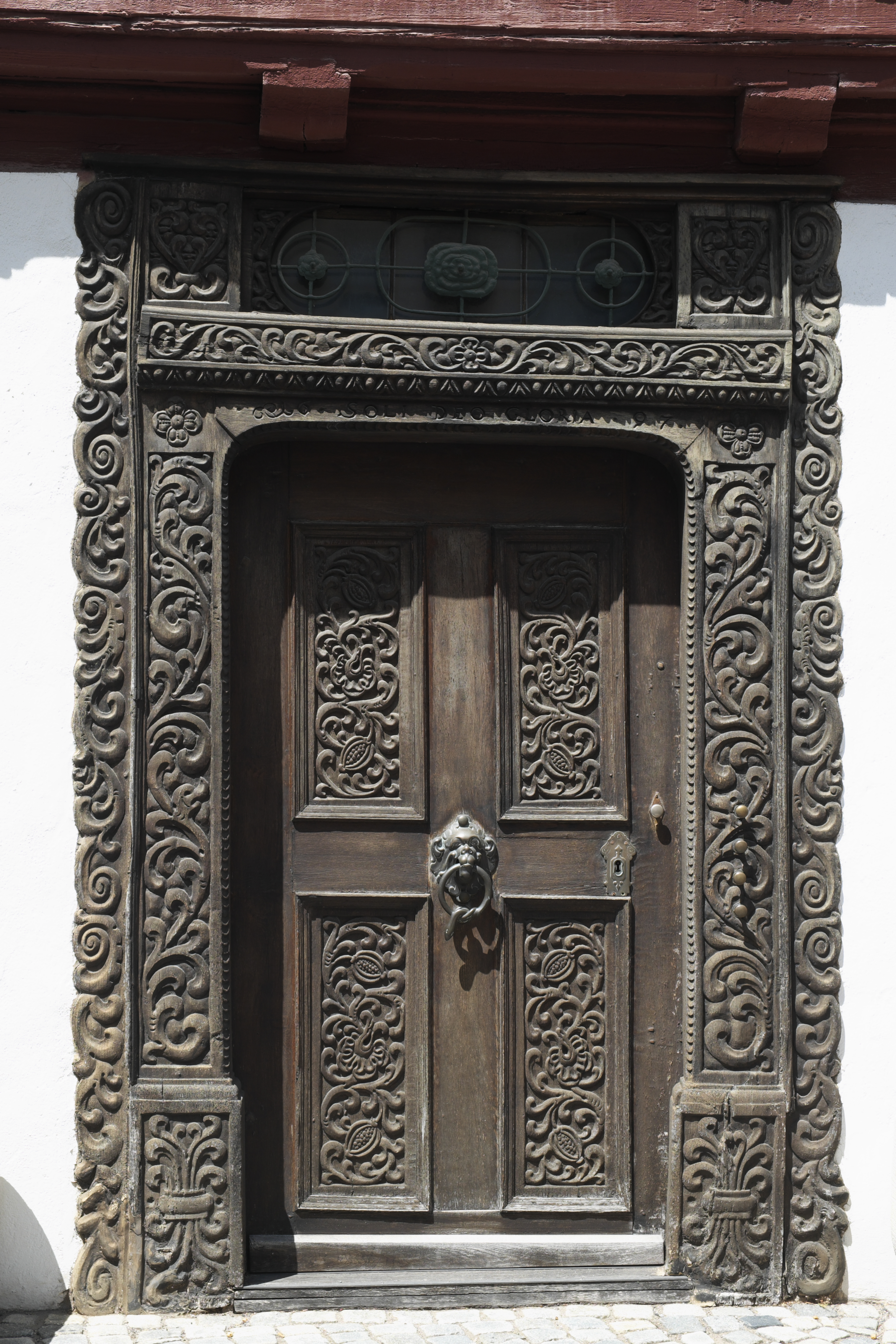
Haustür
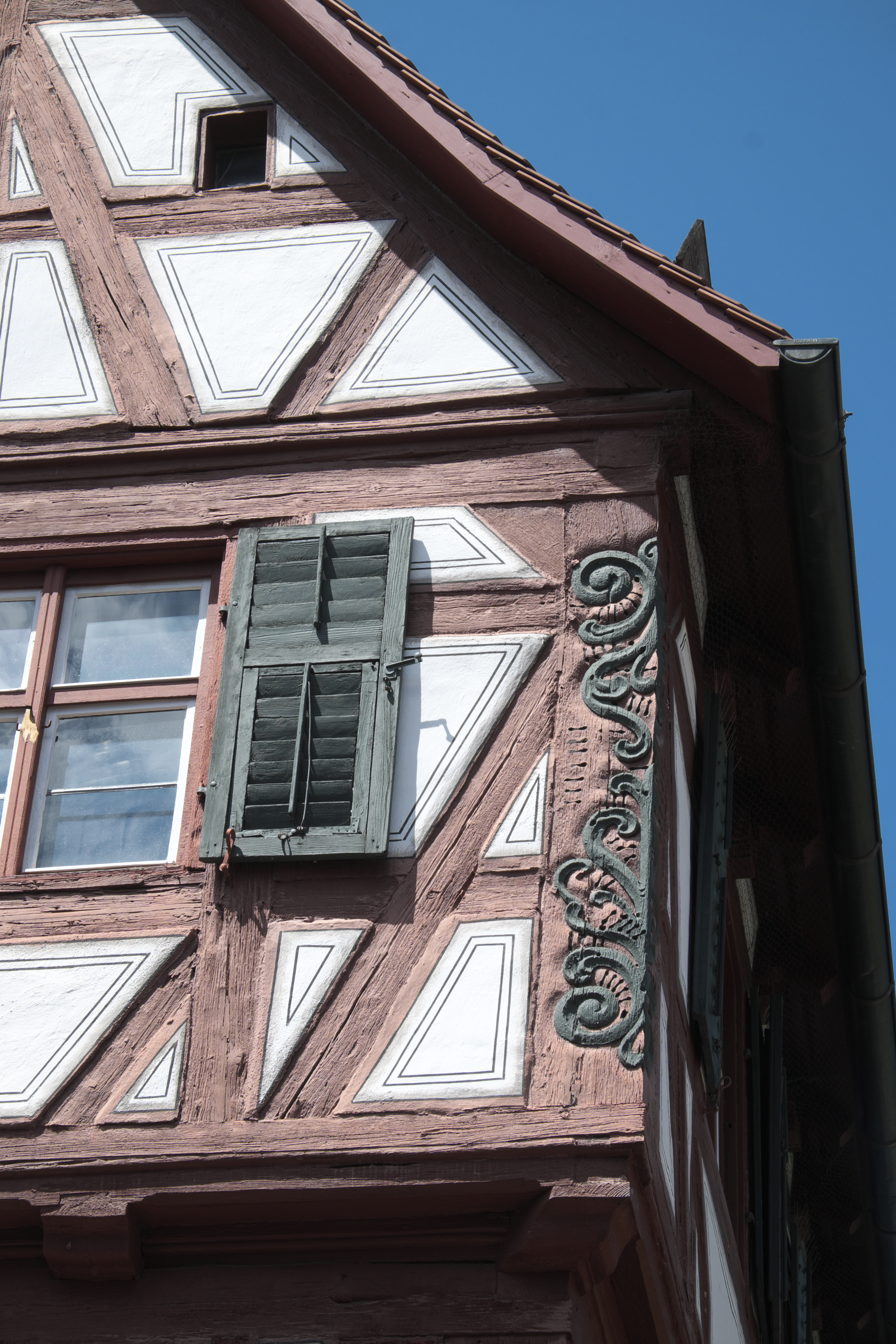
Eckständer mit Schnitzerei